# Eois multistrigaria
Eois multistrigaria är en fjärilsart som beskrevs av W. Warren 1901. Eois multistrigaria ingår i släktet Eois och familjen mätare. Inga underarter finns listade i Catalogue of Life.